# 莫内斯蒂耶
莫内斯蒂耶（法語：Monestiés，法語發音：[mɔnɛstje]）是法国奥克西塔尼大区塔恩省的一个市镇，位于该省北部，属于阿尔比区。

## 地理
莫内斯蒂耶（44°4'16"N, 2°5'50"E）面积26.83 平方千米，位于法国奧克西塔尼大區塔恩省，该省份为法国南部内陆省份，北起顺时针与阿韦龙省、埃罗省、奥德省、上加龙省和塔恩-加龙省接壤。
与莫内斯蒂耶接壤的市镇（或旧市镇、城区）包括：蒙蒂拉、阿尔迈拉克、卡尔莫、孔布法、加博斯堡、圣伯努瓦德卡尔莫、萨勒、勒塞居尔、特雷维安、维拉克。
莫内斯蒂耶的时区为UTC+01:00、UTC+02:00（夏令时）。

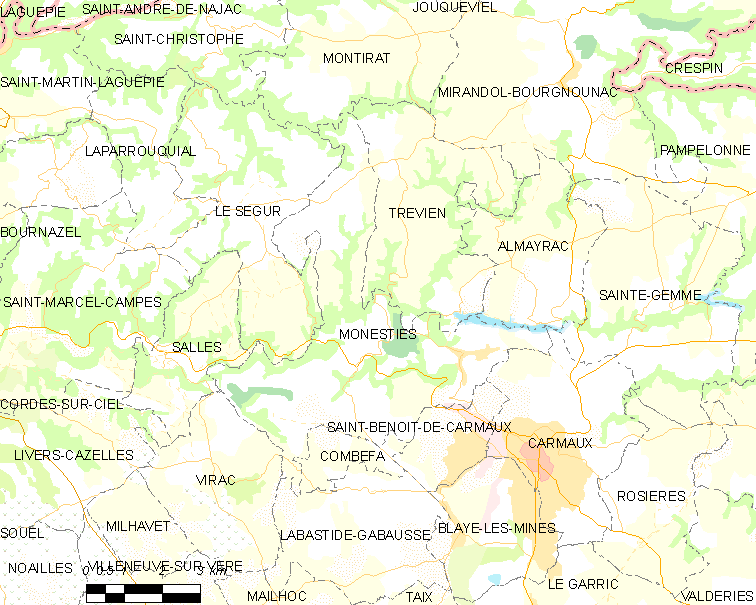
莫内斯蒂耶的OSM定位图

## 行政
莫内斯蒂耶的邮政编码为81640，INSEE市镇编码为81170。

## 政治
莫内斯蒂耶所属的省级选区为卡尔莫第二县。

## 人口

1962-2008年间莫内斯蒂耶人口变化图示

莫内斯蒂耶于2022年1月1日时的人口数量为1385人。